# Amblyomma sphenodonti
Amblyomma sphenodonti — вид паразитоформих кліщів родини іксодових (Ixodidae).

## Поширення
Ендемік Нової Зеландії. Живиться лише кров'ю гатерій. Трапляється лише на чотирьох з дванадцяти острівних популяцій гатерій, де плазуни живуть у великій щільності. Кліщі виявлені на островах Мерк'юрі та Альдермен біля узбережжя Північного острова і Стівенс та Тріо в протоці Кука.

## Опис
Кліщ завдовжки 2 мм. Тіло майже кругле. Забарвлення світло-коричневе.

## Життєвий цикл
Життєвий цикл складається з трьох стадій, при цьому всі стадії паразитують на гатерії. Самиці, які напилися кров'ї гатерії, відокремлюються від неї і відкладають яйця у ґрунт в норі гатерії. Коли яйця вилуплюються, личинки прикріплюються до гатерії, харчуються і від'єднуються. Після линьки виходить німфа, яка також приєднується до гатерії, годується, від'єднується та линяє, стаючи дорослим кліщем. Цей життєвий цикл може тривати 2-3 роки.